# Benedetto Ricasoli
Benedetto Ricasoli (Montegrossi, 1040 circa – Coltibuono, 20 gennaio 1107) è stato un religioso italiano, monaco della congregazione vallombrosana.
Fu beatificato, per equipollenza, da papa Pio X nel 1907.

## Biografia
Dopo una giovinezza mondana, attorno al 1093 abbracciò la vita religiosa tra i vallombrosani dell'abbazia di Coltibuono. Con il consenso dell'abate, si ritirò a vita eremitica a Castellaccio, dove si distinse per la vita di penitenza.
Fu sepolto nel chiostro dell'abbazia di Coltibuono, e in seguito, il 20 maggio 1430, i suoi resti vennero traslati sotto l'altare della chiesa abbaziale, dove si trovano ancora.

## Culto
Il suo culto ab immemorabili, vivo tra i vallombrosani e in diocesi di Fiesole, fu confermato da papa Pio X il 14 maggio 1907.
Il suo elogio si legge nel Martirologio romano al 20 gennaio..